# Arctia flavonotata
Arctia flavonotata är en fjärilsart som beskrevs av Edward Alfred Cockayne 1949. Arctia flavonotata ingår i släktet Arctia och familjen björnspinnare. Inga underarter finns listade i Catalogue of Life.